# Tham ăn

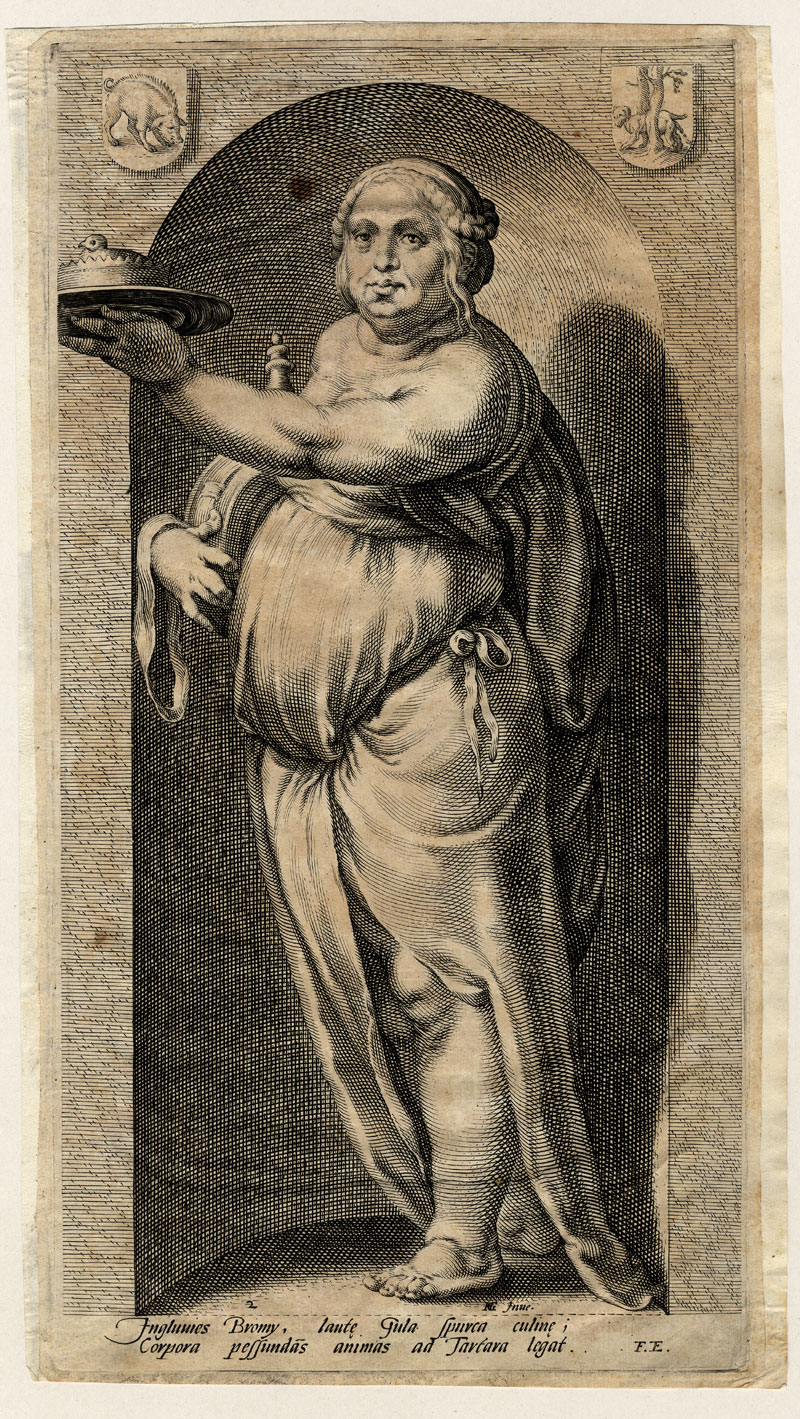
Tranh khắc về một kẻ tham ăn bụng phệ

Tham ăn tục uống (Gluttony) có nghĩa là quá nuông chiều bản thân và ăn uống quá mức bất cứ thứ gì đến mức lãng phí. Trong Kitô giáo, việc thèm ăn quá mức dẫn đến mất kiểm soát lượng thức ăn nạp vào hoặc gây hại cho cơ thể được coi là một tội lỗi. Trong Phật giáo, thì tham ăn là một trong cảnh giới ở cõi dục giới (cõi dục vọng, ham muốn). Cần phân biệt thói ham ăn với chứng háu ăn là một bệnh lý rối loạn ăn uống với đặc điểm là có giai đoạn ăn thái quá rồi mất kiểm soát, căn bệnh này thường gây ra những cơn đói không cưỡng lại được, khiến người bệnh ngốn một lượng thức ăn lớn trong thời gian ngắn. Trong khi đó thói tham ăn tục uống, phàm ăn, háu ăn là biểu hiện về mặt tâm tính, tính nết và xã hội. Trong các tôn giáo, thần thoại thì tham ăn hay phàm ăn là hành vi ham mê quá mức và vượt mức bất cứ điều gì gây ra lãng phí. Trong văn hóa phương Tây, các lề luật xa xưa cấm kỵ về phàm ăn tục uống được nhắc đến trong Do Thái giáo với quy định Rambam cấm ăn uống quá mức trong mục Hilchot De'ot. Chofetz Chaim (Yisrael Meir Kagan) cấm sự tham ăn dựa trên ghi chép trong sách Lê Vi Ký 19:26, trong mục Sefer Ha-Mitzvot Ha-Katzar.

## Trong tôn giáo
Trong Kitô giáo, tội phàm ăn là một trong Bảy mối tội đầu, từ phàm ăn này xuất phát từ Gluttire trong tiếng Latin, có nghĩa là nuốt gọn hoặc nuốt chửng, nó được coi là một tội lỗi nếu mong muốn quá nhiều cho các loại đồ ăn thức uống dẫn tới lấy đi mất phần của người cần thức ăn.  Ham mê ăn uống có thể được hiểu như là sự ích kỷ, chủ yếu đặt mối quan tâm với lợi ích của chính mình trên hạnh phúc hay quyền lợi của người khác. Lãnh đạo nhà thờ thời Trung cổ (ví dụ, thánh Tôma Aquinô) có một cái nhìn phổ quát hơn về thói ham mê ăn uống, Lãnh đạo nhà thờ cho rằng thói tham ăn cũng có thể bao gồm sự ám ảnh về các bữa ăn, và ăn liên tục không ngừng nghỉ các món ăn và các loại thức ăn quá đắt đỏ, xa hoa. Thánh Tôma Aquinô đã công bố một danh sách với sáu biểu hiện của tật ham mê ăn uống đáng tội bao gồm:
- Praepropere - ăn quá sớm, ăn trước người khác
- Laute - ăn quá tốn kém, xa hoa
- Nimis - ăn quá nhiều, không chừa cho ai cái gì
- Ardenter - ăn quá háo hức, nhiệt tình, giành hết phần người khác
- Studiose - ăn quá kén chọn, chỉ ăn phần ngon, đồ ngon, món ngon, ăn thịt chừa xương cho người khác
- Forente - ăn một cách hoang dại, điên cuồng, ngấu nghiến, la liếm, vơ vét, ăn sạch bách

## Trong văn học

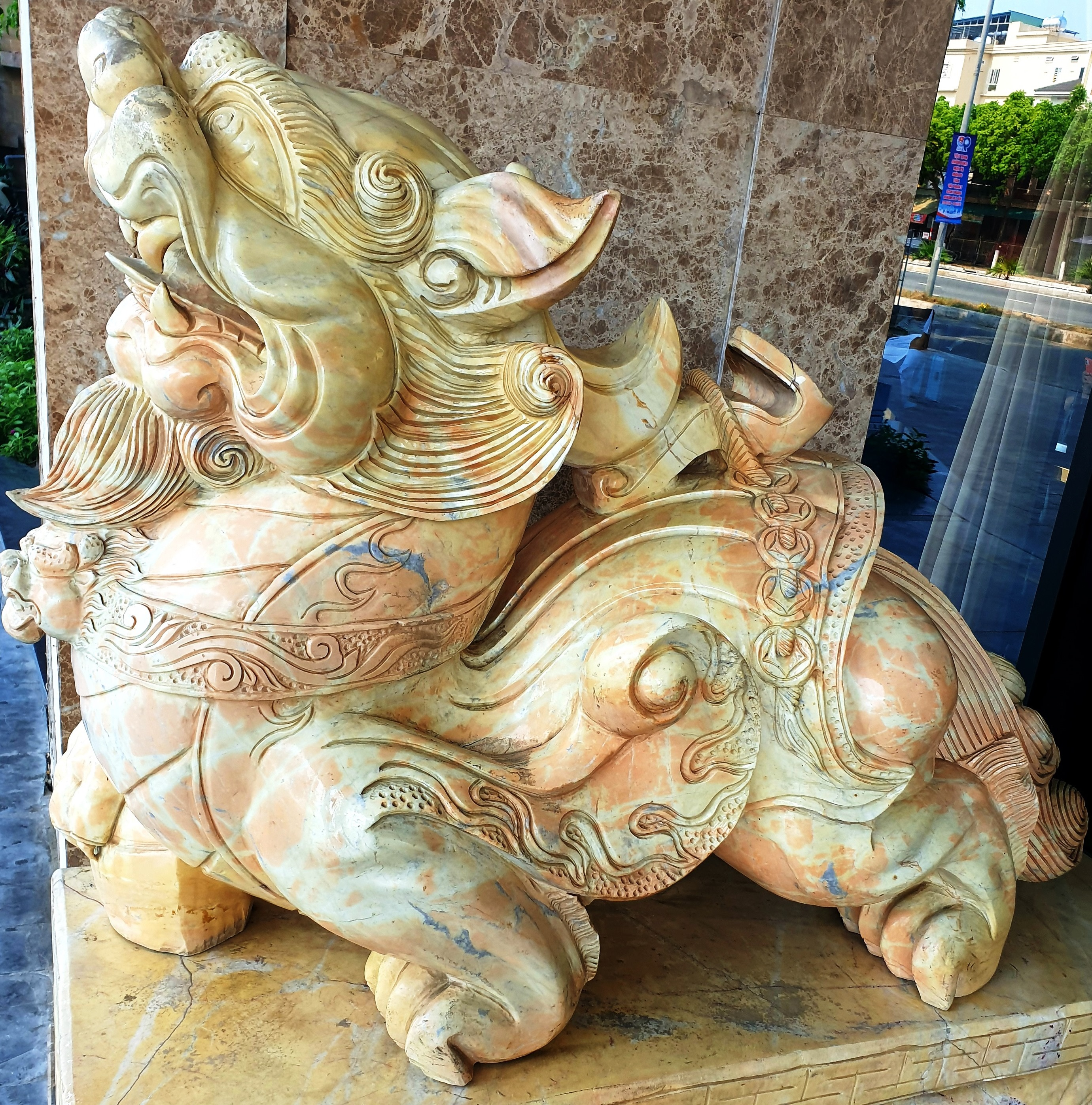
Tỳ Hưu là linh vật truyền thuyết với cái miệng lớn thèm ăn của cải châu báu, chúng không có hậu môn, chỉ biết ăn vào nhưng không đi ra

Biểu tượng của thói ham ăn là quái vật Beelzebub trong Bảy hoàng tử của Địa ngục, quái vật này  "Chúa tể của loài ruồi" hay "kẻ mang đến đội quân châu chấu" mỗi khi xuất hiện hay đi qua sẽ bâu lại ăn sạch trơ trọi, không chừa thứ gì. Trong thần thoại Trung Hoa như sách Sơn Hải Kinh và Tả truyện thì quái vật Thao Thiết là một trong "Tứ đại hung thú" được mô tả như một loài mãnh thú hung ác, có sức mạnh to lớn, rất tham ăn, thấy gì ăn nấy, là biểu tượng cho sự tham lam dục vọng, ngoài ra linh vật Tỳ hưu với biểu hiện tương tự khi có miệng mà không có hậu môn, tham ăn của cải châu báu.
Trong tác phẩm Thần khúc của nhà văn Đante, thì trong luyện ngục ở tầng thứ ba dành cho phàm ăn, ở đó có con chó ngao ba đầu Cerberus canh giữ những kẻ phàm ăn tục uống, buộc họ phải nằm trên một đống bùn ghê tởm tạo bởi những trận mưa lạnh buốt, tuyết đen bẩn thỉu và mưa đá. Đây là biểu tượng của những thứ rác rưởi mà những kẻ phàm ăn tục uống tạo ra khi họ còn sống, làm nô lệ cho thức ăn và cái dạ dày của mình. Ba nhà thơ bắt đầu đi vòng quanh sân thượng thứ sáu, nơi những kẻ tham ăn bị thanh trừng, và nói chung là những kẻ quá coi trọng đồ ăn thức uống và những tiện nghi thể xác. Trong một cảnh gợi nhớ đến hình phạt của Tantalus, họ bị bỏ đói trước sự hiện diện của những cái cây mà quả mãi mãi không thể với tới. Một ví dụ điển hình về thói xấu đối lập với thói háu ăn là tình trạng say xỉn của Nhân mã đã dẫn đến Trận chiến giữa Nhân mã và Lapith. Khi ba nhà thơ rời sân thứ sáu và bắt đầu đi lên sân thứ bảy, nghĩa là họ đã trải qua bốn tiếng đồng hồ giữa bọn Tham ăn. 